# Уильям II де Бошан из Элмли
Уильям II де Бошан из Элмли (англ. William de Beauchamp; умер в 1197) — английский землевладелец, феодальный барон Салварпа с 1170, шериф Вустершира с 1190, старший сын Уильяма I де Бошана из Элмли и Берты де Браоз.

## Происхождение
Уильям происходил из рода Бошанов из Элмли (Вустершира). Вероятно, что их родовое прозвание, Бошан (от фр. beau champ — «красивое поле»), произошло от названия владений предков в Нормандии. В латинских источниках представители Бошанов указывались с родовым прозванием «Белло-кампо» (de Bello campo) от латинского названия фамилии (лат. campus bellus). Джон Гораций Раунд предполагал, что Бошаны происходили из Кальвадоса.
Могущество рода было заложено Уолтером I де Бошаном, который было одним из «новых людей» английского короля Генриха I — королевским чиновником и администратором при королевском дворе. Благодаря браку с Эммелин д’Абето, дочерью Урса д’Абето, шерифа Вустершира, в 1110-е годы получил он приобрёл владения в Вустершире, конфискованные у брата жены, после чего занял в графстве доминирующее положение. Также он получил должность шерифа Вустершира, ставшую в итоге наследственной. Его владения составили феодальную баронию Салварп. Его сын Уильям I во время гражданской войны между сторонниками Стефана Блуаского и императрицы Матильды выбрал сторону последней, а после поддерживал её сына, будущего короля Генриха II Плантагенета, после вступления на престол которого занимал ряд административных должностей. Однако после того как во время расследования деятельности Уильяма вскрылись злоупотребления на должности шерифа Вустершира, он был с неё смещён, а вскоре после этого умер. Уильям I был женат на Берте де Браоз, дочери Уильяма де Браоза, 3-го барона Брамбера. В этом браке родилось несколько сыновей и дочерей, старшим из сыновей был Уильям II.

## Биография
О биографии Уильяма известно мало. Он наследовал отцовские владения в 1170 году. В 1190 году ему была возвращена должность шерифа Вустершира, конфискованная у отца. Имя Уильяма упоминается в «Красной книге казначейства» за 1190/1191 и 1194/1195 годы. В первом сообщении указывается о том, что он выставил из своих владений 7 рыцарей, во втором — о выплате доходов с Вустершира.
Согласно Вустерским анналам Уильям умер в 1197 году. Ему наследовал несовершеннолетний сын Уильям III де Бошан из Элмли.

## Брак и дети
Жена: Амиция, происхождение которой неизвестно. Дети:
- Уильям III де Бошан из Элмли (1190-е — 1211), феодальный барон Салварпа с 1197[8].
- Уолтер II де Бошан из Элмли (1192/1193 — 14 апреля 1236), феодальный барон Салварпа с 1210/1211, шериф Вустершира[8].

Также от неизвестной по имени любовницы, которая приходилась сестрой Одо из Салварпа. Дети:
- Джулиана[8].